# Arthur Adamov
Arthur Adamov (originalmente Adamian) (23 de agosto de 1908 – 15 de março de 1970, foi um dramaturgo francês, e um vanguardista notável, passou a residir em Paris desde 1924 onde publicou: L`Invasion, La Parodie, Tous contre Tous, Le Professeur Taranne, etc. Foi Inicialmente influenciado por Strindberg e pelo surrealismo, depois optou posteriormente por um teatro de temática social e política, seguindo a linha de Bertolt Brecht.
Ele foi muito importante para formação do teatro do absurdo.